# Mamadi Touré
Pour les articles homonymes, voir Touré.
Ne doit pas être confondu avec Mamadie Touré, quatrième épouse de Lansana Conté.
Mamadi Touré, né le 11 décembre 1952 à Kankan, est un diplomate et un homme politique guinéen, ministre des Affaires étrangères depuis août 2017.

## Biographie
Diplômé en génie civil de l'Université de Conakry puis en administration des affaires de la City University de New York, il occupe plusieurs postes aux Nations unies à partir des années 1990. De 2004 à 2007, il est conseiller politique de l’envoyé spécial du secrétaire général pour le différend frontalier entre l’Éthiopie et l’Érythrée et chef du Bureau régional de la Mission des Nations unies pour la stabilisation en Haïti (MINUSTAH).
En 2011, il devient représentant permanent de la Guinée aux Nations unies. Le 22 août 2017, il est nommé ministre des Affaires étrangères à la place de Makalé Camara.